# Heinrich Alfred Michahelles

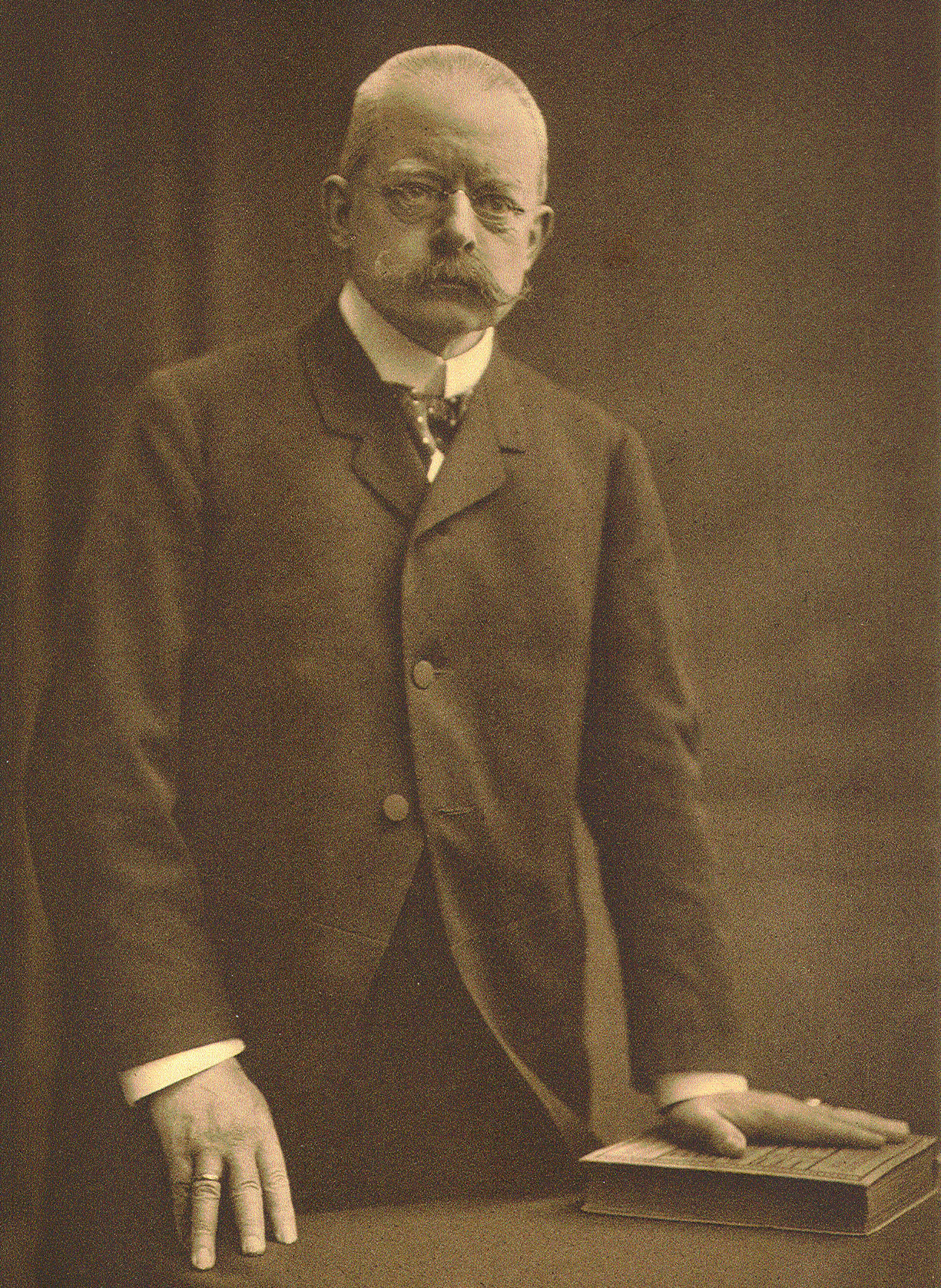
Alfred Michahelles 1905

Heinrich Alfred Michahelles (* 29. November 1853 in Hamburg; † 10. August 1915 ebenda) war ein Kaufmann, Industrieller und Hamburger Senator.
Michahelles wuchs in einer wohlhabenden und angesehenen Hamburger Familie auf, sein Großvater hatte 1806 die Firma Gebrüder Michahelles gegründet, die sich seit ihrer Gründung erfolgreich mit dem Import und Handel von Kaffee, Zucker und Reis befasste. Michahelles Tante Berta, geb. Michahelles (1822–1908), hatte den Senator Carl Möring geheiratet. Michahelles machte nach dem Schulbesuch in Hamburg eine kaufmännische Ausbildung und trat zum 1. Januar 1880 als Teilhaber in die Firma Gebrüder Michahelles ein. Vier Jahre später war er alleiniger Eigentümer des Unternehmens. Im folgenden Jahr gründete Michahelles zusammen mit Ferdinand Beit (1858–1928) einen Betrieb, um in die Zuckerverarbeitung einzusteigen. 1891 gründete diese Firma in Schulau eine erfolgreiche Zuckerraffinerie, die innerhalb weniger Jahre 500 Arbeiter beschäftigte. Um die Anlieferung von Zucker von der Elbe zu erleichtern, ließ Michahelles 1901 die 750 m lange Zahnradbahn Zuckerfabrik Schulau errichten.
Neben seinen geschäftlichen Tätigkeiten war Michahelles ab 1889 Mitglied der Handelskammer Hamburg und wirkte von 1903 bis 1907 als ihr Präses.
Von 1898 bis 1906 war Michahelles Mitglied der Hamburgischen Bürgerschaft. Von 1903 bis 1906 gehörte er der Deputation für Handel und Schifffahrt an.
Michahelles wurde am 4. Januar 1907 für den verstorbenen Carl Mathies in den Senat gewählt. Zum 31. Dezember 1910 trat Michahelles zurück. Justus Strandes wurde sein Nachfolger.
In der 1912 erschienenen Rangliste der vermögenden Personen aus Hamburg belegt Michahelles etwa Rang 62 mit einem Vermögen von 4,5 Millionen Mark. Michahelles gehörte ab 1905 bis mindestens 1912 dem Aufsichtsrat der Norddeutschen Bank an. Er war außerdem zeitweise Mitglied des Aufsichtsrats der Hamburger Freihafen-Lagerhaus-Gesellschaft.
Sein Sohn, Otto, fiel im Februar 1917 als Fliegerbeobachter an der Westfront.